# Amani Doddamaralikere, Chik Ballapur
Amani Doddamaralikere là một làng thuộc tehsil Chik Ballapur, huyện Kolar, bang Karnataka, Ấn Độ.